# Avenida Bolívar (Managua)
La Avenida Bolívar (también conocida como la Primera Avenida Suroeste) es una de las principales avenidas de la ciudad de Managua, Nicaragua. Con una longitud aproximada de 12.8 kilómetros, atraviesa el centro histórico de la capital desde la Plaza de la Fe Juan Pablo II, ubicada junto al Malecón de Managua, pasando en la intersección con la Pista Benjamín Zeledón, muy cerca de la Loma de Tiscapa hasta culminar en el sur en el sector suroeste de la Comarca Candelaria

## Trazado
La vía inicia en el extremo norte junto a la costa del Lago Xolotlán y la Plaza de la Fe Juan Pablo II, bordeando importantes instalaciones culturales como el Teatro Nacional Rubén Darío y la Catedral de Santiago de Managua. Luego cruza por la intersección con la Calle 15 de Septiembre, pasa frente al Palacio de la Cultura, y continúa hacia el sur donde conecta con vías troncales como la Dupla Norte, Dupla Sur, y la Rotonda Colón.
El tramo final de la avenida conecta con la Pista Radial Bolívar y culmina en su empalme con la Pista Juan Pablo II, en el sitio donde se construirá el futuro Paso a desnivel Enel Central, parte del megaproyecto vial de modernización de Managua.
A lo largo de su trayecto, la avenida es una vía ceremonial, utilizada para actividades oficiales, eventos patrios y celebraciones nacionales. Termina conectando con la Pista Benjamín Zeledón y la Pista Radial Bolívar, extendiéndose hacia sectores más residenciales y administrativos.

## Importancia
La avenida Bolívar se caracteriza por su valor simbólico e histórico. En ella se concentran edificios culturales, sedes del gobierno y monumentos nacionales, entre ellos:
- Tribuna Monumental
- Obelisco a la Paz
- Monumento al Soldado Desconocido (Águila Liberal)
- Hotel Crowne Plaza Managua y Plaza Inter
- Acceso directo a la Loma de Tiscapa

También alberga parte del Centro Histórico de Managua, en proceso de restauración y renovación desde la década de 2010.

## Barrios adyacentes
A lo largo de su recorrido, la avenida delimita barrios tradicionales de Managua:
- Occidente: San Sebastián, San Antonio, San Pedro
- Oriente: La Bolsa, Centro Histórico, Colonia Óscar Pérez Cassar